# Dichomeris thanatopsis
Dichomeris thanatopsis is een vlinder uit de familie van de tastermotten (Gelechiidae). De wetenschappelijke naam van de soort is voor het eerst geldig gepubliceerd in 1901 door Oswald Bertram Lower.